# Lerlöpare
Lerlöpare (Olisthopus rotundatus) är en skalbaggsart som först beskrevs av Gustaf von Paykull 1790.  Lerlöpare ingår i släktet Olisthopus, och familjen jordlöpare. Enligt den finländska rödlistan är arten nära hotad i Finland. Arten är reproducerande i Sverige. Artens livsmiljö är ruderatmarker, vägrenar och banvallar.

## Bildgalleri

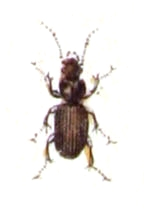
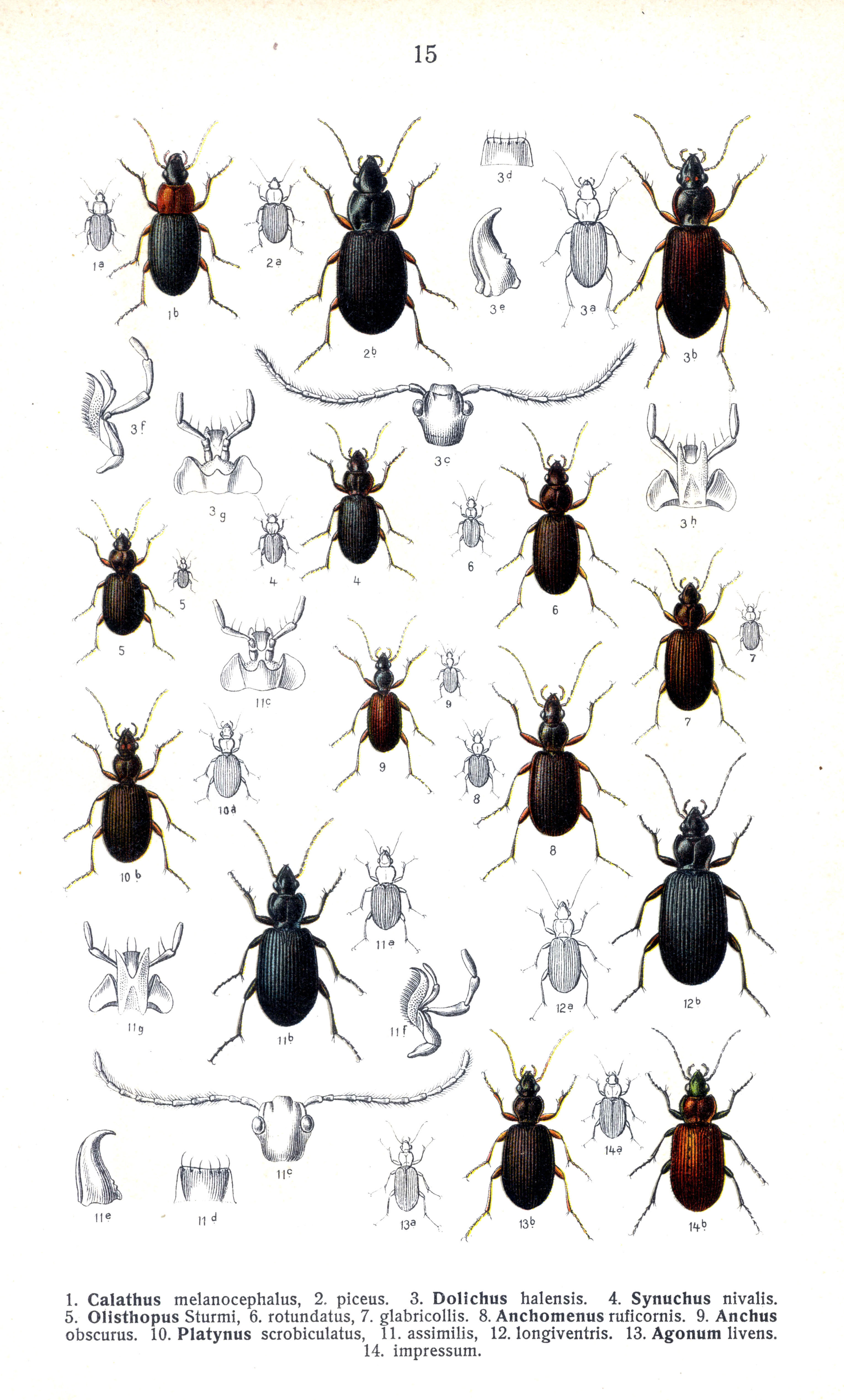